# 差分全球定位系统
差分全球定位系统（Differential Global Positioning System，简称 DGPS 或差分GPS），是一种应用于全球定位系统中用以提高民用定位精度的一种技术。美国軍方基於國防安全的考量，避免敵對方使用衛星定位信號於武器用途，在广大用户所使用的标准定位服务(SPS)中人为地引入误差，即在所有的GPS工作卫星上实施选择可用性(SA)政策，使水平定位精度降低至100m(2dRMS)，垂直定位精度为156m(2a)，时间精度为175ns。尽管 SA 政策已于2000年5月1日停止使用，但是单点定位的精度也只有20-40m，这样的精度难以满足飞机导航、工程测量等方面的定位需求。差分全球定位系统技术解决了这种问题，提高了单点定位的精度。

## 原理

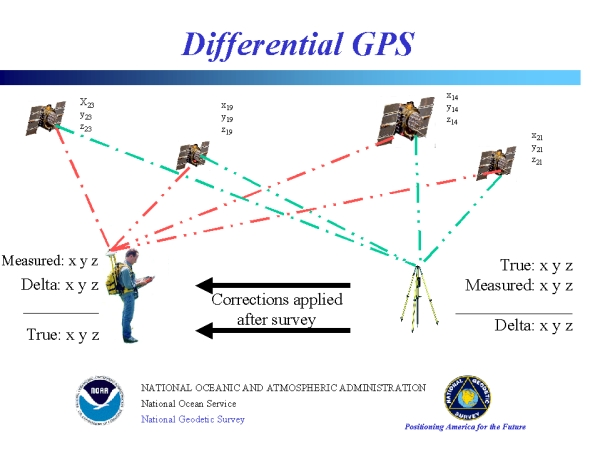
差分GPS的原理。

在位置已精确测定的已知点上配备一台 GPS 接收机作为基准站并和用户同时进行 GPS 观测，将得到的单点定位的结果与基准站坐标比较，求解出实时差分修正值，以广播或数据链传输方式，将差分修正值传送至附近 GPS用户，以修正其GPS定位解，提高其局部范围内用户的定位精度。利用这一方法可以将用户的实时单点定位精度提高到米级。
能够应用这种方法的基础是: 在同一地区内，影响 GPS 实时单点定位精度的因素，如大气電離层延迟误差、卫星星历误差、卫星钟误差等，对基准站及其邻近用户的影响是相同或相近的。因此接收機與基準站的距離遠近，影響修正後的準確度，越遠修正的結果準確度越不好，尤其在接收機與基準站欠缺共同的衛星參考時會更為惡化。